# 蒜山 (地名)
蒜山（ひるぜん）は、岡山県真庭市北部にある地方で、かつて蒜山三村（ひるぜんさんそん）と呼ばれていた地域である。

## 概要

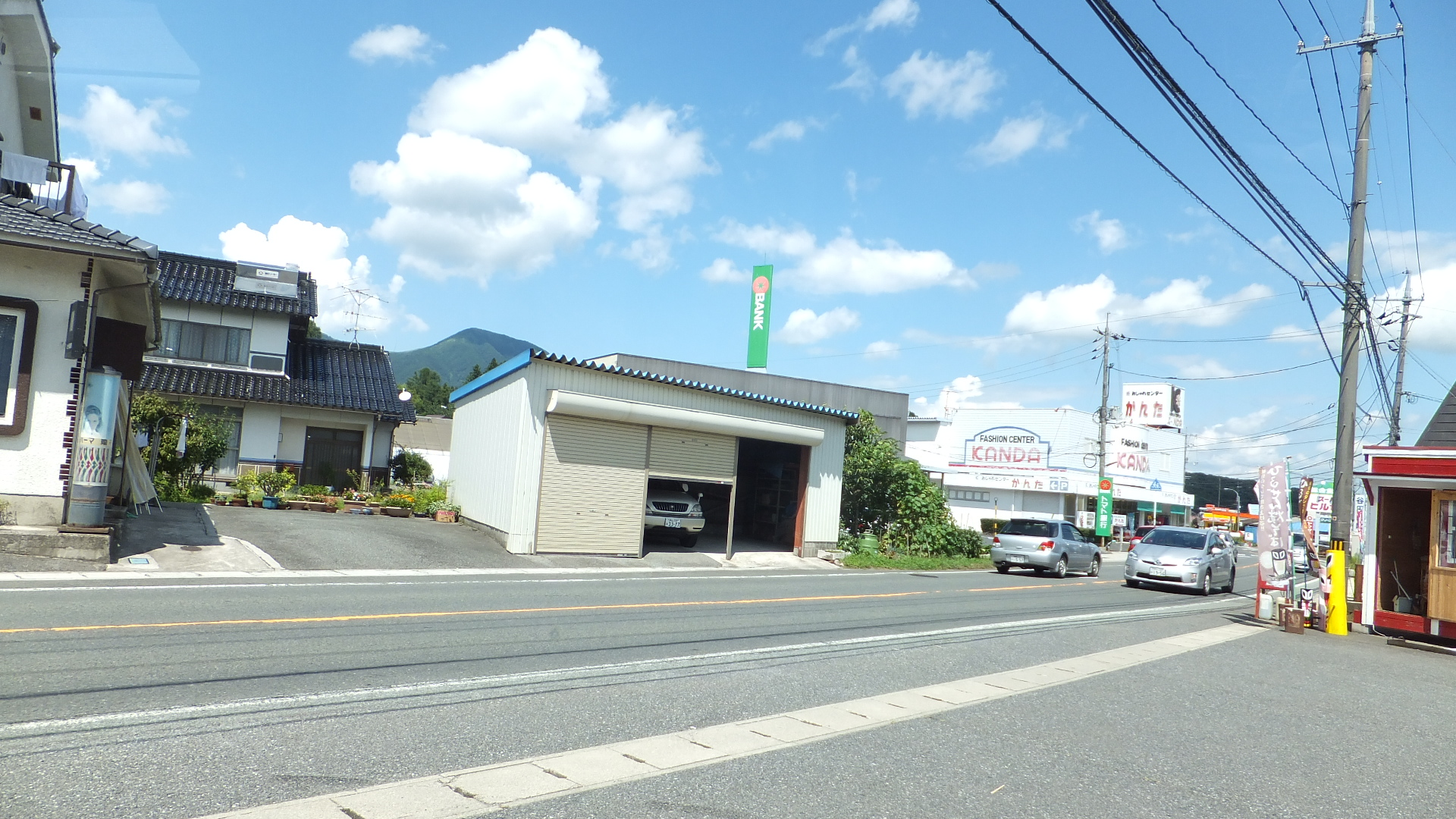
蒜山の街並み
蒜山上福田で撮影

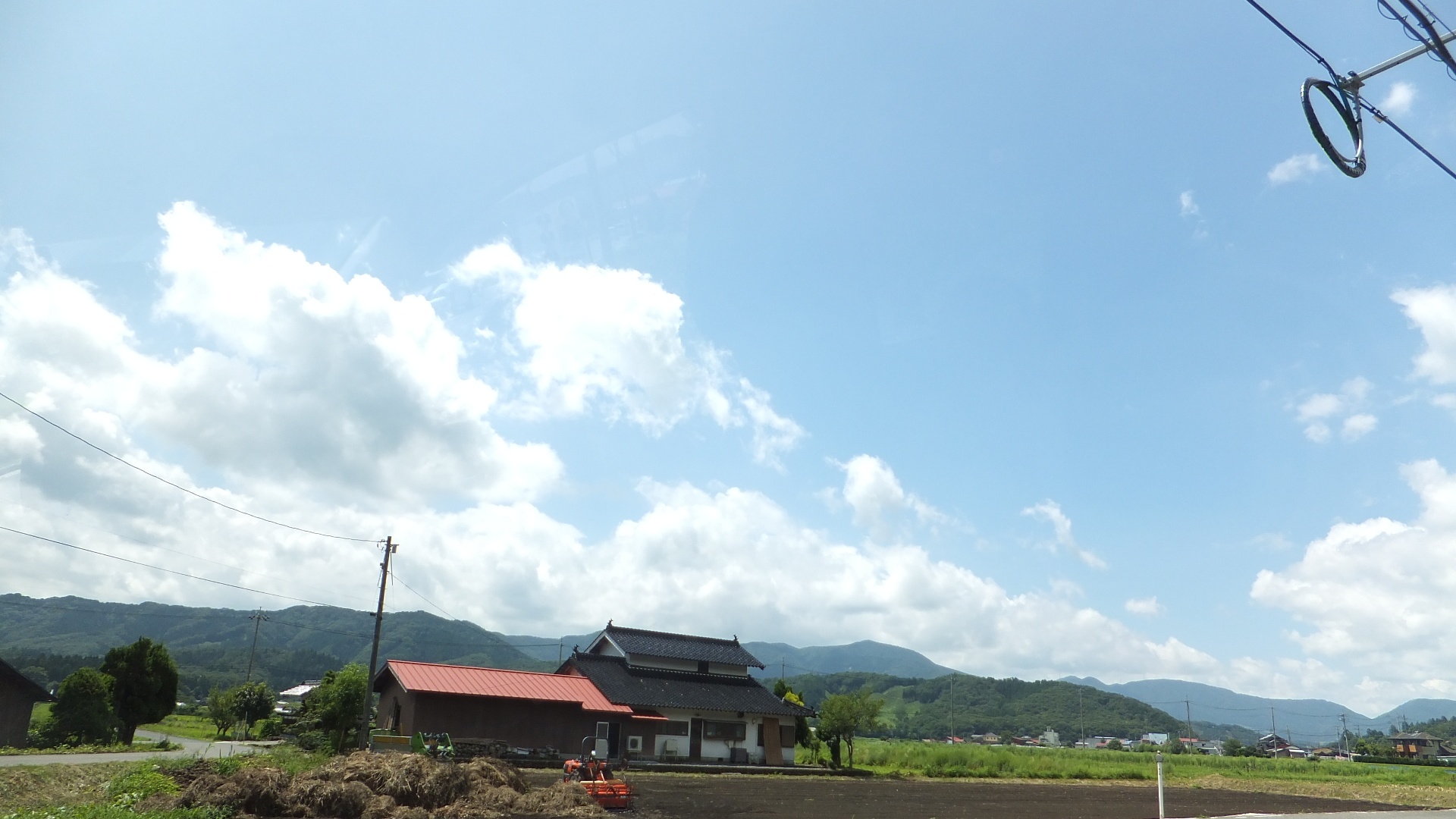
蒜山の農業地帯
蒜山富掛田で撮影

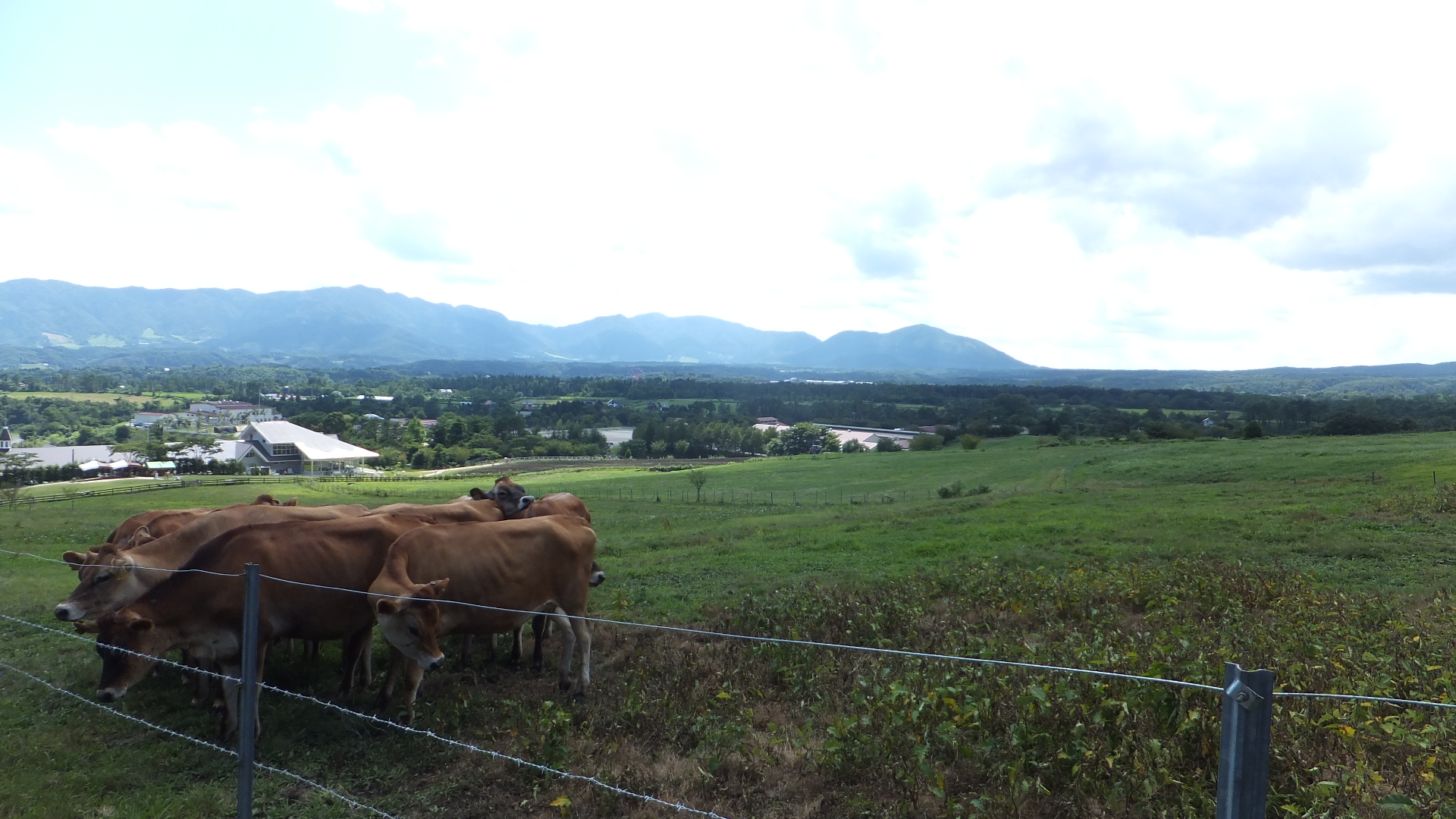
蒜山の酪農地帯
蒜山ジャージーランドで撮影

真庭市北部、真庭市役所の蒜山振興局が管轄する地域である。岡山県内屈指の観光地である蒜山三座・蒜山高原を有することで有名。
2005年の合併により真庭市が新設される以前は、真庭郡川上村・八束村・中和村であった。これらは通称蒜山三村と呼ばれ、古くから歴史的・経済的・文化的な繋がりが深い地域であった。特に蒜山三座・蒜山高原を共有する川上・八束の両村の繋がりは深く、平成の大合併論議が活性化し始める1990年代後半、2村で合併協議が始まった。これは岡山県内で最も早く始まった合併協議であった。
その後、繋がりの深い中和村が合併協議に加入した。その後、合併論議が最も煮詰まっていた時期に、真庭地域合併協議会にも参加する事が表明された。蒜山三村の参加をきっかけに真庭地域での合併協議が進展し、2005年に真庭市が新設された。
真庭市が新設されると、八束村役場に蒜山振興局が設置され、川上・中和両村の役場は同局の支局（後に出張所に改称）となった。さらに蒜山三村地区は、新たに「蒜山」地名を冠することとなった（例：真庭郡中和村下和 → 真庭市蒜山下和）。

## 沿革
- 1900年（明治33年）4月1日 真庭郡中和村が発足。
- 1902年（明治35年）4月1日 真庭郡川上村と八束村が発足。
- 2005年（平成17年）3月31日 合併により真庭市の一部となる。旧八束村役場に蒜山振興局が暫定設置され、川上・中和両村の役場は同局の支局となった。
- 2007年（平成19年）4月1日 川上支局、中和支局がそれぞれ蒜山振興局の出張所に改称。
- 2007年（平成19年）10月13日  新・蒜山振興局の竣工式が行われ、同年12月3日に開庁。
- 川上出張所が旧川上村役場から川上保健センター内へ移転。

## 産業

### 観光
前述の通り県内でも屈指の観光地であり、倉敷市に次ぐ観光客の多さである。大きく分けると地区内中西部（川上・八束）に跨る蒜山高原に関連する観光地と、東部（中和）にあたる津黒高原に関連する観光地がある。

### 商業
観光地であることから、観光客相手の商業がほとんどである。土産物店、飲食店、宿泊施設などである。他にもスキー場や温泉などがある。

### 農業
観光と並ぶ産業で、「蒜山」のブランドが定着している。高原地帯であるため、気候が農業に適している他、火山灰による肥沃な土壌も農業に適している。野菜・果物の栽培の他に酪農や畜産も盛んである。代表的なものとして蒜山大根やジャージー牛乳、中和地区の根わさびが有名。

### 文化
大宮踊り
岡山三大踊りの一つとされ、国の重要無形民俗文化財に指定されている。蒜山地域の寺社で8月13日から19日の間に開催される盆踊りである。特に福田神社で行われるものが有名。「あおい」「しっし」「まねき」など数種類の円形を作りながら踊るのが特徴。
その他に、蒜山高原にスイトン、一貫小僧などの妖怪伝承がある。
また、蒜山地域では比較的遅くまで夜這いの習慣が残っていたとされる。

## 名物・特産品

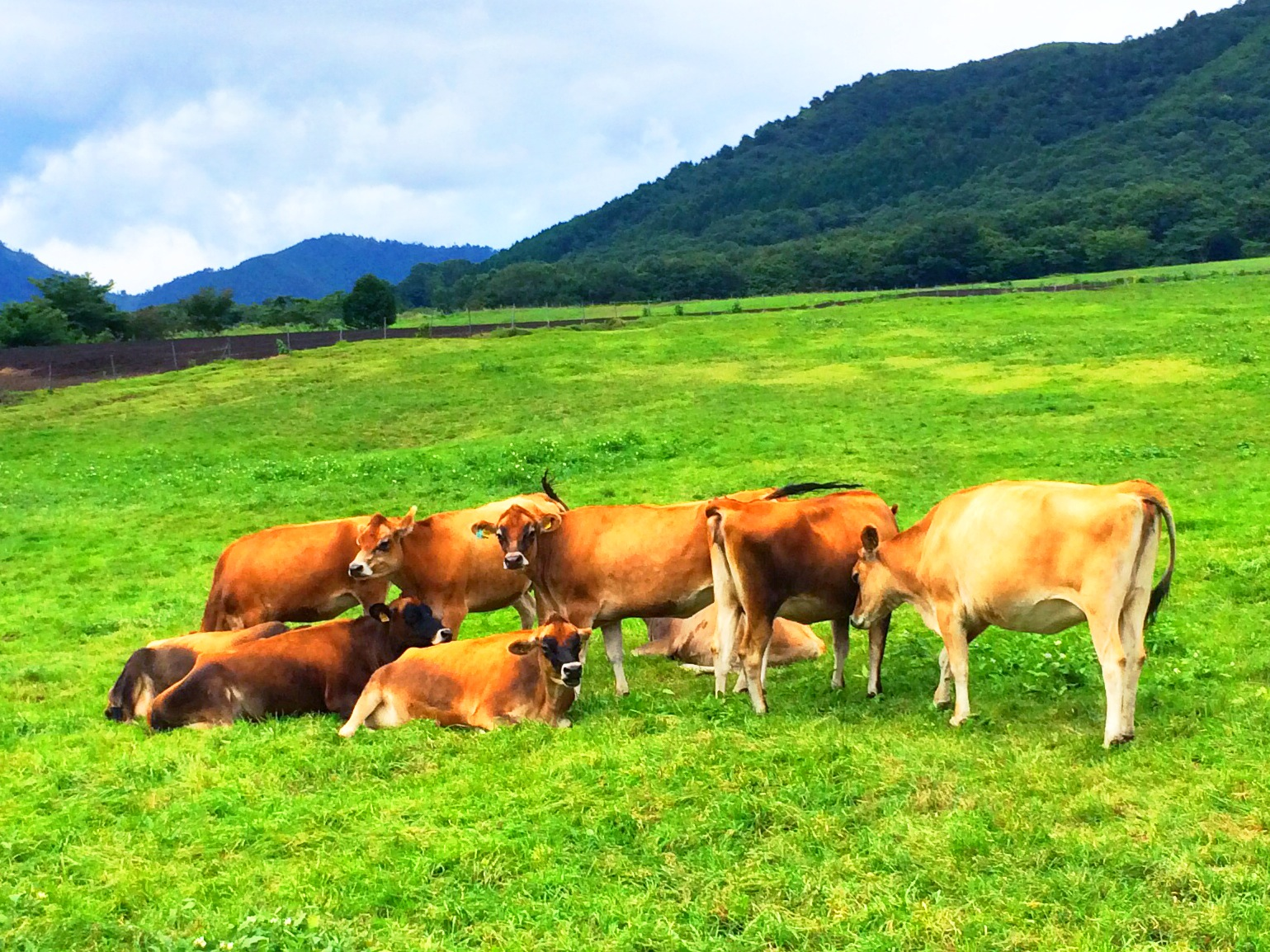
蒜山で飼育されるジャージー牛

最近では6次産業化に関連し、地元蒜山産の原料を使用した物も多く、蒜山大根を使った漬物や、蒜山産そばを使った乾麺やそば焼酎等のそば製品などの商品が増えてきている。
代表的な料理として蒜山そば、蒜山おこわ、バーベキュー、ジンギスカンなどがある。また最近、タウン情報誌「おかやま」や山陽新聞などで独自の焼きそばが存在する事が確認され、ひるぜん焼そばなどと呼ばれるようになった。
蒜山大根
戦後の1947年からの開墾後、ダイコンの培栽に取り組み「蒜山大根」の名前で全国展開を行っている（夏は涼しく、また「黒ボコ」といわれる火山灰土壌がダイコンの培栽に適している）。
ジャージー牛製品
現在は日本最大のジャージー牛の育成などが有名になっており、ジャージー牛からの牛乳の生産量は日本一になっている。日本各地に運ばれるジャージー牛による加工品や牛乳などは地元蒜山にある蒜山酪農農業協同組合や岡山市に本社を置く会社が生産している。
ソバ
気候風土がソバ栽培に適しており、蒜山高原産のソバを利用した蒜山そばも有名。
珪藻土
良質の珪藻土を産出する地区もあり、露天掘りで採掘されている。
ひるぜんワイン
地元で採れる山葡萄を使ったひるぜんワインは、地元第三セクターのひるぜんワインの手作りのワインで、ワインコンテストで賞を受賞するほどのワインとなっている。
郷原漆器
ヤマグリを生木のまま芯持ちで挽き、拭き漆の技法で木目を見せる漆器。
がま細工
ヒメガマをヤマカゲ（シナノキ）の皮で作ったひもで編んだ生活用具。
郷土料理
- ひるぜん焼そば

初出場した2010年のB-1グランプリで2位となった。
- 蒜山そば
- 蒜山おこわ
- ジンギスカン
- バーベキュー

## 施設等

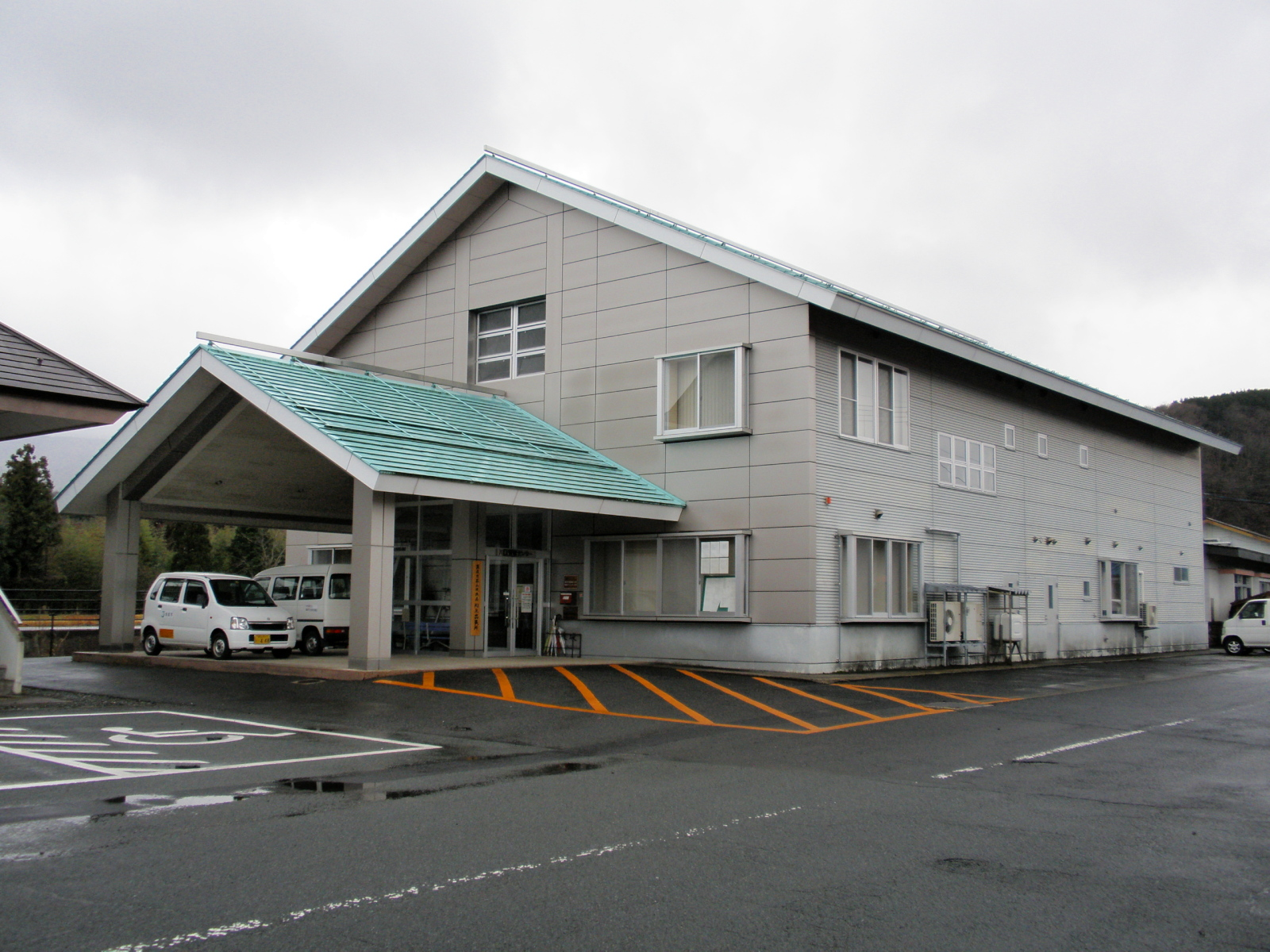
蒜山振興局川上出張所

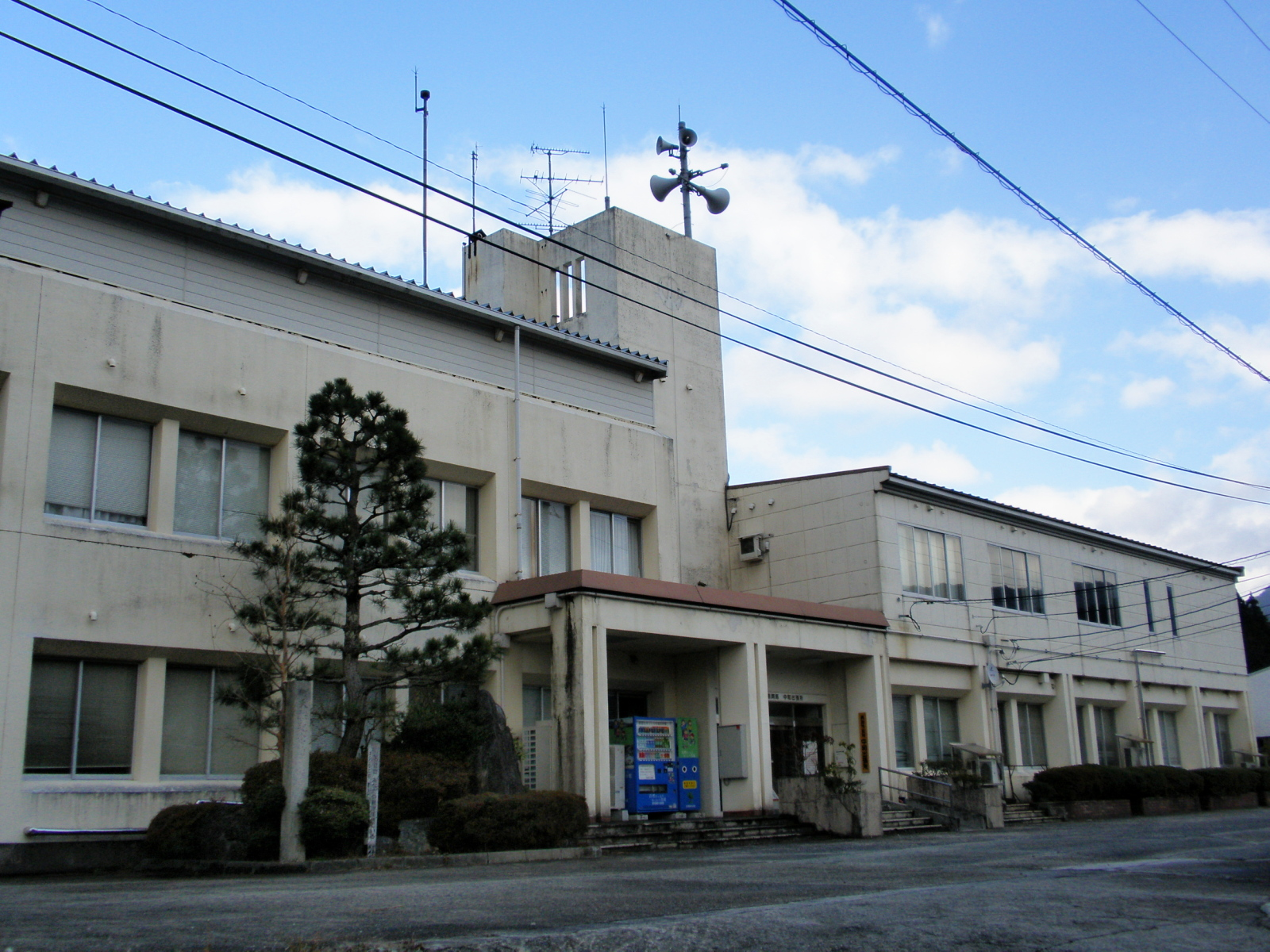
蒜山振興局中和出張所

行政機関
- 真庭市役所 蒜山振興局
  - 川上出張所
  - 中和出張所
- 真庭警察署
  - 川上駐在所
  - 八束駐在所
  - 中和駐在所
- 真庭消防署
  - 　蒜山分署

公共機関
- 郵便局
  - 川上郵便局
  - 中福田郵便局
  - 上長田郵便局
  - 中和郵便局
- 蒜山郷土博物館
- 四ツ塚史跡公園
- 蒜山スポーツ公園

教育機関
- 岡山県立勝山高等学校蒜山校地
- 真庭市立蒜山中学校
- 真庭市立川上小学校
- 真庭市立八束小学校
- 真庭市立中和小学校
- 中国酪農大学校

## 交通
鉄道は通っていない。公共交通機関はバスのみ。
高速道路
- 米子自動車道
  - 蒜山高原SA - 蒜山IC

一般国道
- 国道313号
- 国道482号

県道
- 岡山県道58号北房川上線
- 岡山県道65号久世中和線

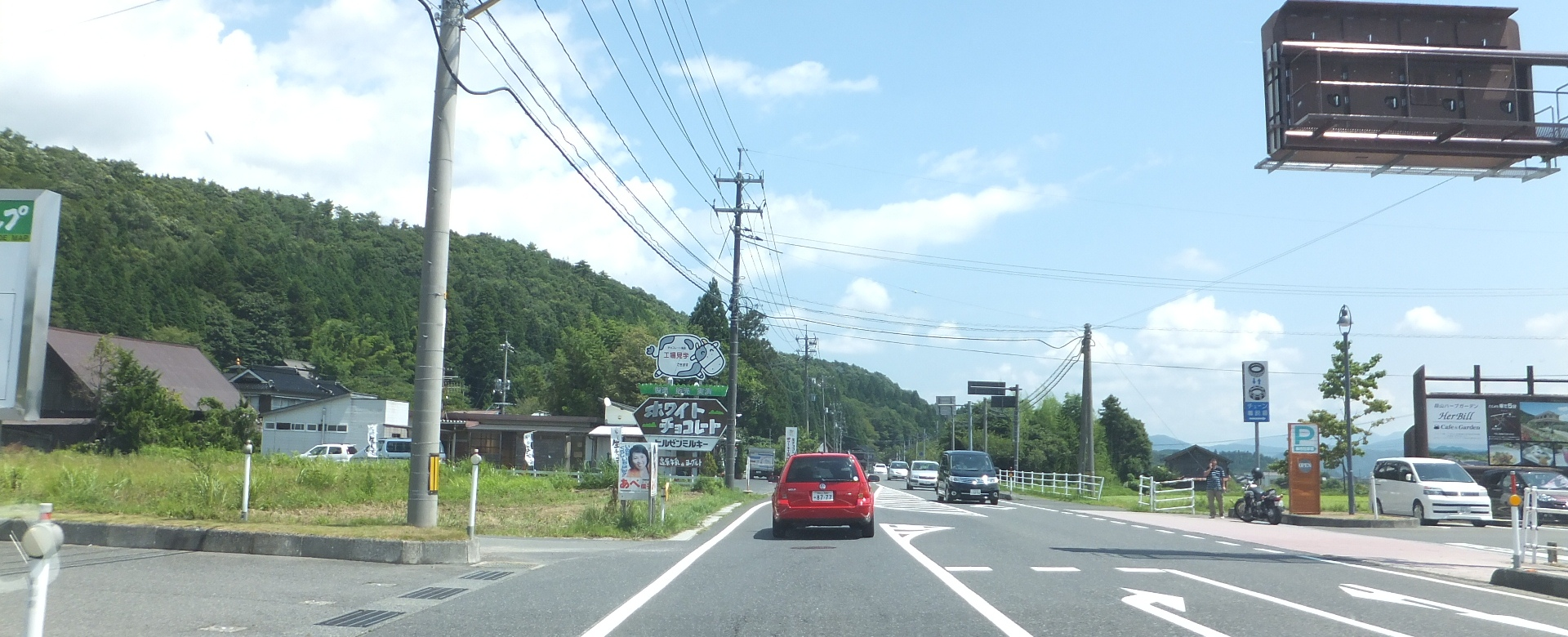
地域の東西を縦断する国道482号
蒜山上徳山で撮影

- 岡山県道・鳥取県道113号上徳山俣野江府線
- 鳥取県道・岡山県道114号大山上福田線（蒜山大山スカイライン）
- 岡山県道・鳥取県道115号常藤関金線
- 岡山県道322号中福田湯原線
- 岡山県道324号東茅部下福田線
- 岡山県道325号別所下長田線
- 岡山県道422号蒜山高原線
- 岡山県道445号下和奥津川西線
- 岡山県道702号八束川上自転車道線（蒜山高原自転車道）

## 地名
- 蒜山上徳山
- 蒜山上長田
- 蒜山上福田
- 蒜山下和
- 蒜山下徳山
- 蒜山下長田
- 蒜山下福田

- 蒜山下見
- 蒜山富掛田
- 蒜山富山根
- 蒜山中福田
- 蒜山西茅部
- 蒜山初和

- 蒜山東茅部
- 蒜山別所
- 蒜山本茅部
- 蒜山真加子
- 蒜山湯船
- 蒜山吉田

## 放送
蒜山地域でのテレビ放送は蒜山中継局からNHK岡山総合テレビ 、NHK岡山教育テレビ 、RSKテレビ（RSK・TBS系列）、岡山放送（OHK・フジテレビ系列）、西日本放送（RNC・日本テレビ系列、デジタル放送のみ）、瀬戸内海放送（KSB・テレビ朝日系列、デジタル放送のみ）の6局が視聴できる。アナログ放送時代にはKSBとRNCが中継局を置局していなかったため、日本テレビ系列は鳥取県の日本海テレビを受信している世帯が多かった。蒜山中継局では2009年1月30日に地上デジタル放送が開始された（テレビせとうちはアナログ放送時代から中継局を設置していない）。
FMラジオはエフエム山陰やNHK鳥取FMが良好に受信できるが、地元のFM岡山は受信状態が悪い。

## 名所・旧跡・観光スポット・祭事・催事

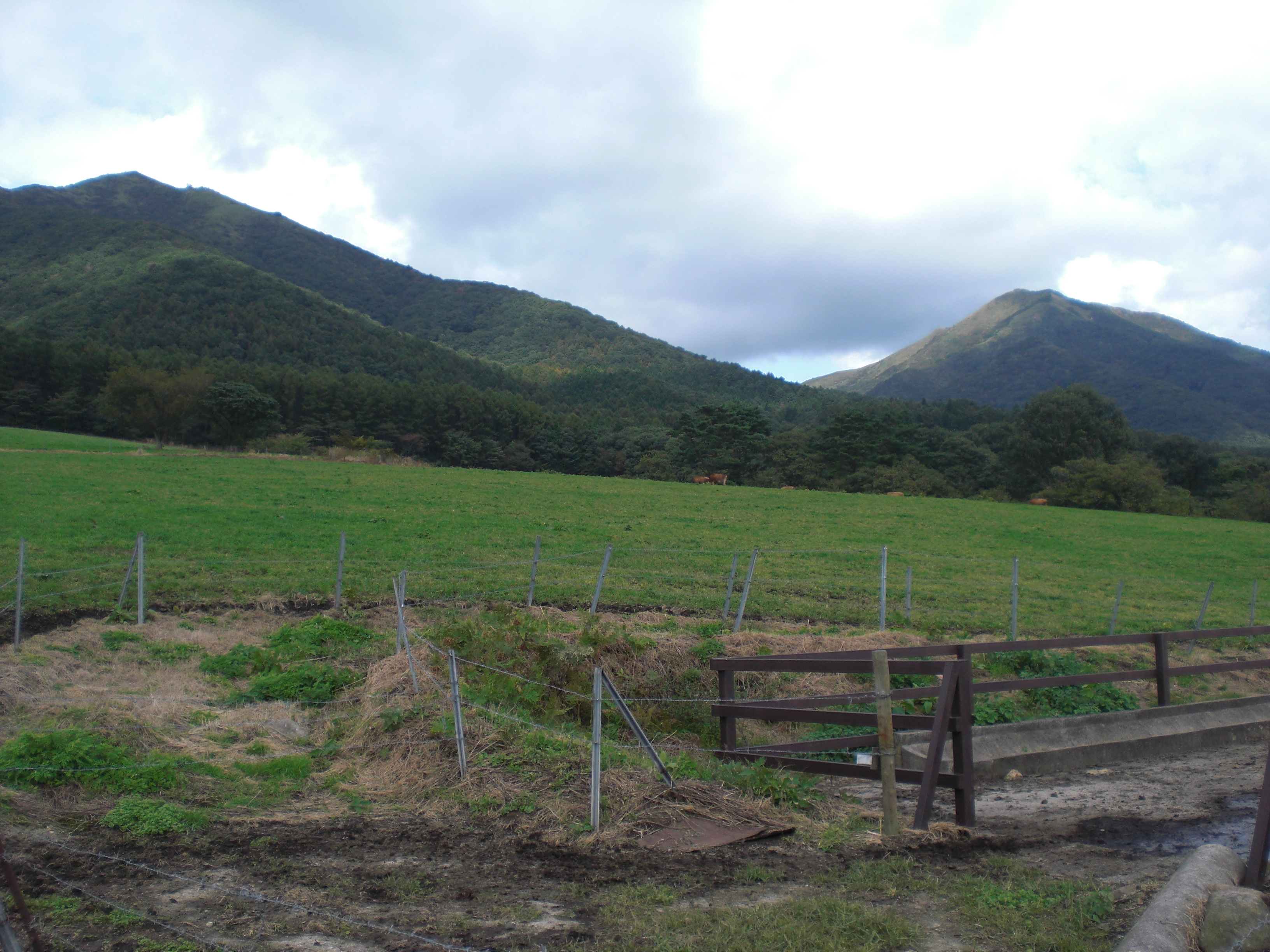
上蒜山の裾野

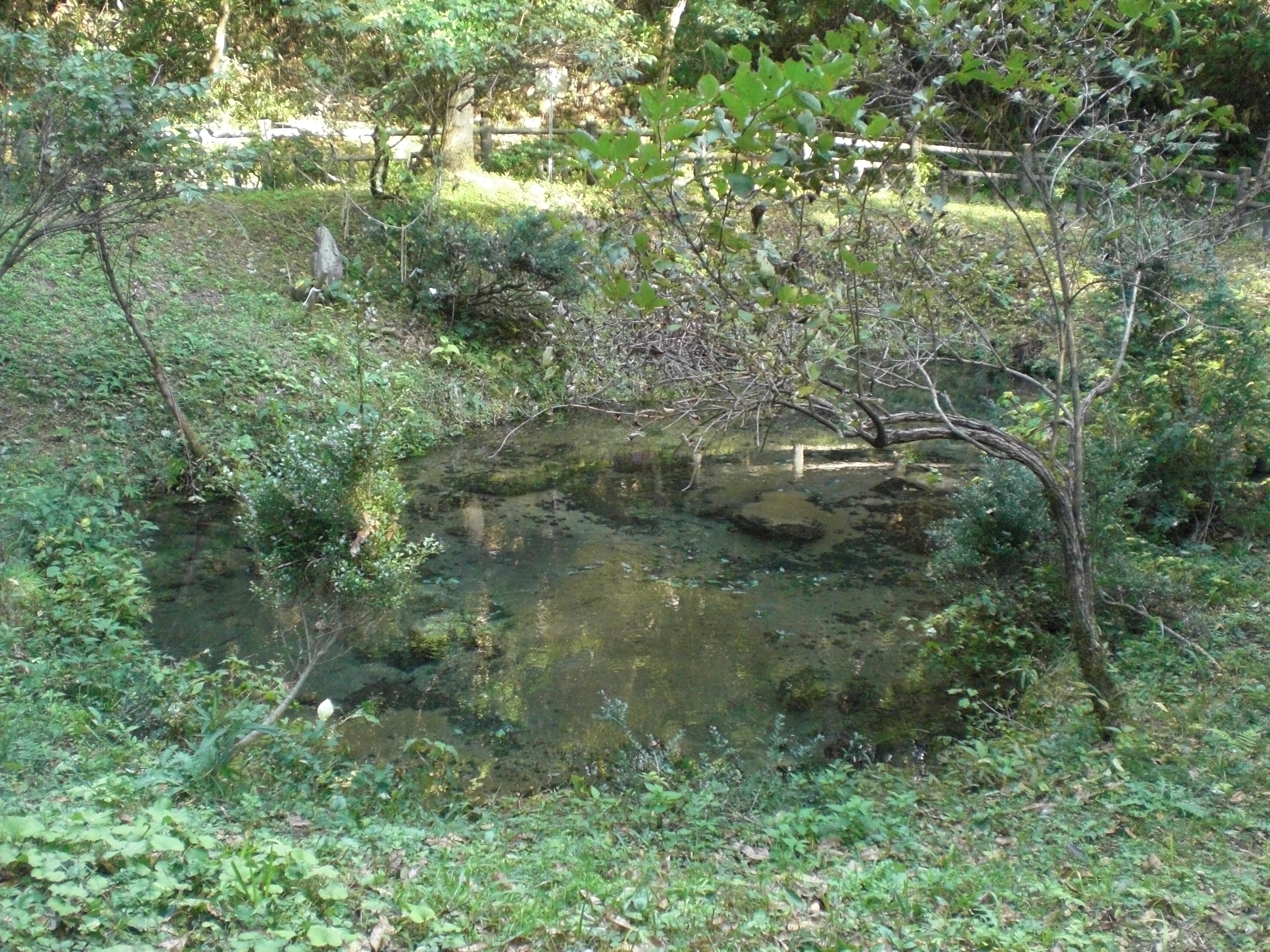
塩釜の冷泉

- 蒜山三座
- 蒜山高原
- 津黒山
- 津黒高原
  - 津黒高原スキー場
  - 津黒高原温泉
  - 津黒高原荘
  - 津黒高原キャンプ場
- 茅部神社 - 日本一の石鳥居
- 塩釜の冷泉
- 山乗不動滝
- 道の駅風の家
- 道の駅蒜山高原
- 郷原漆器の館